# Kwak Pŏm Gi
Kwak Pŏm Gi, również Kwak Pom Gi (kor. 곽범기, ur. 20 listopada 1939) – północnokoreański polityk. Ze względu na przynależność do najważniejszych gremiów politycznych Korei Północnej, uznawany za członka ścisłej elity władzy KRLD.

## Kariera
Kwak Pŏm Gi urodził się w 1939 roku. Absolwent Politechniki w Hŭich’ŏn (prowincja Chagang). W tym mieście w lutym 1983 roku został menedżerem zakładów maszynowych. Pierwszą istotną funkcję państwową objął jednak dopiero w styczniu 1991 roku, gdy został pierwszym wiceministrem przemysłu maszynowego, a w lutym 1993 roku – wiceministrem tego samego resortu. W grudniu 1993 objął funkcję zastępcy członka Komitetu Centralnego Partii Pracy Korei. We wrześniu 1998 roku został wicepremierem północnokoreańskiego rządu, pełnił tę funkcję do czerwca 2010 roku. Jednocześnie od czerwca 2010 do kwietnia 2012 był szefem komitetu PPK w prowincji Hamgyŏng Południowy (zarówno poprzednikiem, jak i jego następcą na tym stanowisku był T’ae Jong Su).
Deputowany Najwyższego Zgromadzenia Ludowego KRLD, parlamentu KRLD, począwszy od X kadencji (tj. od września 1998 roku).
Podczas 3. Konferencji Partii Pracy Korei 28 września 2010 roku po raz pierwszy został pełnoprawnym członkiem (do tej pory był jedynie zastępcą członka) Komitetu Centralnego Partii Pracy Korei. Dalszy awans w systemie politycznym KRLD uzyskał podczas 4. Konferencji PPK 11 kwietnia 2012 roku. Został wtedy wybrany sekretarzem KC PPK, a także zastępcą członka Biura Politycznego KC. Objął również stanowisko szefa Wydziału Planowania Budżetowego w Komitecie Centralnym.
Po śmierci Kim Dzong Ila w grudniu 2011 roku, Kwak Pŏm Gi znalazł się na 49. miejscu w 233-osobowym Komitecie Żałobnym. Świadczyło to o formalnej i faktycznej przynależności tego polityka do grona ścisłego kierownictwa Koreańskiej Republiki Ludowo-Demokratycznej. Według specjalistów, miejsca na listach tego typu określały rangę polityka w hierarchii aparatu władzy.
W marcu 2014 roku został po raz piąty wybrany jako reprezentatywny członek Najwyższego Zgromadzenia Ludowego.

## Odznaczenia
Kawaler Orderu Kim Dzong Ila (luty 2012).